# لامبرویل (پنسیلوانیا)
لامبرویل (به انگلیسی: Lumberville) یک منطقهٔ مسکونی در ایالات متحده آمریکا است که در پنسیلوانیا واقع شده‌است. لامبرویل ۳۱٫۰۹ متر بالاتر از سطح دریا واقع شده‌است.